# Гней Корнелий Сципион Испанский
Гней Корне́лий Сципио́н Испа́нский (лат. Gnaeus Cornelius Scipiō Hispanus; умер после 139 года до н. э.) — римский политический деятель из патрицианского рода Корнелиев, претор 139 года до н. э. Во время претуры изгнал из Рима астрологов-халдеев.

## Происхождение
Гней Корнелий принадлежал к древнему патрицианскому роду этрусского происхождения. Его отцом был Гней Корнелий Сципион Гиспалл, консул 176 года до н. э.; дедом — Гней Корнелий Сципион Кальв, консул 222 года до н. э., командовавший в Испании во время Второй Пунической войны и погибший в одном из сражений. Двукратный консул Публий Корнелий Сципион Назика Коркул приходился Гнею-младшему двоюродным братом.
Отец Гнея носил второй когномен Гиспалл (Hispallus). Гнея-сына Валерий Максим называет Гиспалом (Hispalus), но другие источники (две надписи, Аппиан Александрийский и Диодор Сицилийский) дают другую форму этого имени — Hispanus, Испанский.

## Биография
Из текста эпитафии известно, что в начале карьеры Гней Корнелий получил жреческую должность децемвира священнодействий. Предположительно, это произошло после 167 года до н. э.: именно на этом годе обрывается повествование у Тита Ливия, который сообщал об избрании новых жрецов. Позже Сципион дважды избирался военным трибуном, занимал должность квестора (даты неизвестны). В 149 году до н. э. он был в составе армии консула Мания Манилия, высадившейся в Африке, чтобы начать войну против Карфагена. Пуны ещё надеялись окончить дело миром, а потому изъявляли готовность принять любые условия. Тогда консулы потребовали выдать всё оружие, а чтобы принять его, направили в Карфаген Сципиона Испанского и его двоюродного племянника, Публия Корнелия Сципиона Назику Серапиона. Эти посланцы вывезли из города в общей сложности 200 тысяч единиц доспехов и оружия, 2 тысячи катапульт и «бесконечное множество стрел и дротиков». Тем не менее, вскоре началась война, закончившаяся через три года разрушением Карфагена.
Возможно, до этого Сципион Испанский выполнял другую дипломатическую миссию. В 150-е годы до н. э. Рим направил посольство на Крит, чтобы урегулировать конфликт между местными общинами, и одним из послов мог быть Гней Корнелий. По крайней мере, он упоминается в одной из надписей, найденных на этом острове, причём какие-либо его должности надпись не называет.
Позже Гней занимал должность эдила (самая поздняя из возможных дат — 141 год до н. э.). В 139 году до н. э. он был претором и получил по результатам жеребьёвки пост претора по делам иностранцев (praetor peregrinus). В этом качестве Сципион издал эдикт об изгнании из Рима астрологов-халдеев, которые обманывали простой народ «весьма тёмными прорицаниями». Консулом Гней не стал, и это может означать, что он умер вскоре после претуры.
Сохранился текст эпитафии на гробнице Сципиона Испанского. Он написан от первого лица и включает перечень должностей, а также более общую информацию о покойном:

Доблесть я рода умножил, живя по обычаям древним,

потомство оставил, деяньям отца подражал.

Я снискал одобрение предков, гордых тем, что меня породили,

славу детям моим моя составила честь.
— Надпись на саркофаге Гнея Корнелия Сципиона Испанского в гробнице Сципионов на Аппиевой дороге.

## Потомки
Из текста эпитафии следует, что у Сципиона Испанского были дети. Предположительно его сыном был Гней Корнелий Сципион, занимавший должность претора около 109 года до н. э.